# Forum der Kulturen Stuttgart
Das Forum der Kulturen Stuttgart e. V. ist der Dachverband der Migrantenvereine und interkulturellen Einrichtungen Stuttgarts. Im Jahr 1998 von 20 Vereinen gegründet, zählt es inzwischen über 140 Mitgliedsvereine. Ferner ist es Ansprechpartner von über 300 Migrantenorganisationen in der Region Stuttgart. Es engagiert sich für den interkulturellen Dialog, kulturelle Vielfalt und eine gleichberechtigte Partizipation von Migrantinnen, Migranten und ihren Nachkommen am gesellschaftlichen und kulturellen Leben. Gemeinsam mit seinen Mitgliedern und Partnern macht es sich stark gegen Ausgrenzung, Vorurteile, Rassismen und Diskriminierungen sowie für die interkulturelle Öffnung von Institutionen, Ämtern und Vereinen.
Zu den Aktivitäten gehören Großereignisse wie das jährliche sechstägige Sommerfestival der Kulturen, das Interkulturelle Theaterfestival Made in Germany oder das interkulturelle Festival Made in Stuttgart. Außerdem Musikprojekte der Ziryab-Akademie, interkulturelle Frühstücktreffs und Diskussionsforen sowie die Herausgabe des Monatsmagazins IN MAGAZIN. Das Forum der Kulturen leitet zudem den Initiativkreis Interkulturelle Stadt (IKIS), einen Zusammenschluss interkulturell aktiver Kultureinrichtungen.

## Aufgaben
Das Forum der Kulturen sieht seine Aufgabe darin, den Reichtum kultureller Vielfalt sichtbar und erlebbar zu machen und fördert die Potenziale, die eine Einwanderungsgesellschaft in sich birgt. Mit seinen verschiedenen Projekten und Aktivitäten trägt das Forum der Kulturen dazu bei, die gesellschaftliche, kulturelle und politische Teilhabe des migrantisch geprägten Bevölkerungsteils zu stärken und auszubauen. Das Forum der Kulturen Stuttgart fungiert als Partner im Kulturleben der Region ebenso wie in unterschiedlichen integrations-, sozial- und bildungspolitischen Zusammenhängen. Auch im entwicklungspolitischen Bereich ist der Verein aktiv. Er ist Bestandteil eines breit angelegten interkulturellen Netzwerkes, in der Kommune ebenso wie auf Landes- und Bundesebene, und prägt den interkulturellen Diskurs in Deutschland durch verschiedene Veranstaltungen (wie den Bundesfachkongress Interkultur) mit.

## Arbeit für und mit Vereinen
- Empowerment, Qualifizierung und Förderung von (post-)migrantischen Organisationen und Initiativen
- Beratung, Serviceangebote und Interessensvertretung
- Abend- und Wochenendseminare zu Themen wie Vereinsgründung, Projektmanagement, Fundraising etc.
- Runde Tische, Arbeitskreise und Fachtagungen zu Themen wie Elternarbeit, Schule, Ältere Migranten, Bildung, Antirassismus, Interkultur und Diversity sowie Entwicklungszusammenarbeit
- Förderung von Kooperation und Vernetzung von Migrantenvereinen mit etablierten Trägern, Institutionen und Vereinen
- Förderung des bürgerschaftlichen Engagements von Migrantenvereinen, wie zum Beispiel das House of Resources
- Pilotprojekte zu Vereinsentwicklung und Strukturförderung
- Rassismuskritische Veranstaltungen, Vorträge und Podien sowie Kooperationen und Netzwerke, wie die Internationalen Wochen gegen Rassismus Stuttgart

### Das House of Resources
Das Konzept des House of Resources (HoR) soll den Ausbau und die zunehmende Professionalisierung der Arbeit mit Migrantenvereinen ermöglichen. Angebote sollen dadurch erweitert und verbessert sowie die Beratungs- und Vermittlungsarbeit optimiert werden. Als neues bedarfsgerechtes Förderkonzept stellt das House of Resources Migrantenvereinen die für ihr Engagement erforderlichen Ressourcen zur Verfügung. Es werden beispielsweise Räumlichkeiten, technische Hilfsmittel, Fachreferenten, finanzielle Hilfen, Anwälte oder Steuerberater angeboten.
Das Bundesamt für Migration und Flüchtlinge (BAMF) griff 2015/2016 das vom Forum der Kulturen Stuttgart entwickelte Konzept der HoR auf. Das BAMF fördert im Rahmen eines Modellprojekts 20 House of Resources, mindestens eines in jedem Bundesland (Stand: Mai 2022).

## Das interkulturelle Monatsmagazin: IN MAGAZIN
Seit 2001 erscheint monatlich mit Ausnahme im Sommer (Dreimonatsausgabe) und über den Jahreswechsel (Zweimonatsausgabe) die kostenlose interkulturelle Programmzeitschrift des Forums der Kulturen Stuttgart e. V. mit interkulturellem Veranstaltungskalender und Serviceteil, Informationen aus den Migrantenorganisationen, Porträts von migrantischen Kunstschaffenden sowie kulturellen und gesellschaftspolitischen Hintergrundartikeln. Die Zeitschrift, die seit Mai 2021 in einem neuen Look erscheint, hat eine Auflage von 13.000 Stück und liegt in kommunalen Infostellen, in Kulturzentren, Kinos, Institutionen, Restaurants und in den Geschäftsstellen von Mitgliedsvereinen und (post-)migrantischen Organisationen aus.
In der Sommerausgabe des Monatsmagazin erscheint jedes Jahr eine Sonderbeilage zum Sommerfestival der Kulturen mit Hintergrundinformationen zu den auftretenden Bands, teilnehmenden Migrantenvereinen, Kooperationen und Reportagen.

## Kunst- und Kulturprogramme

### Sommerfestival der Kulturen

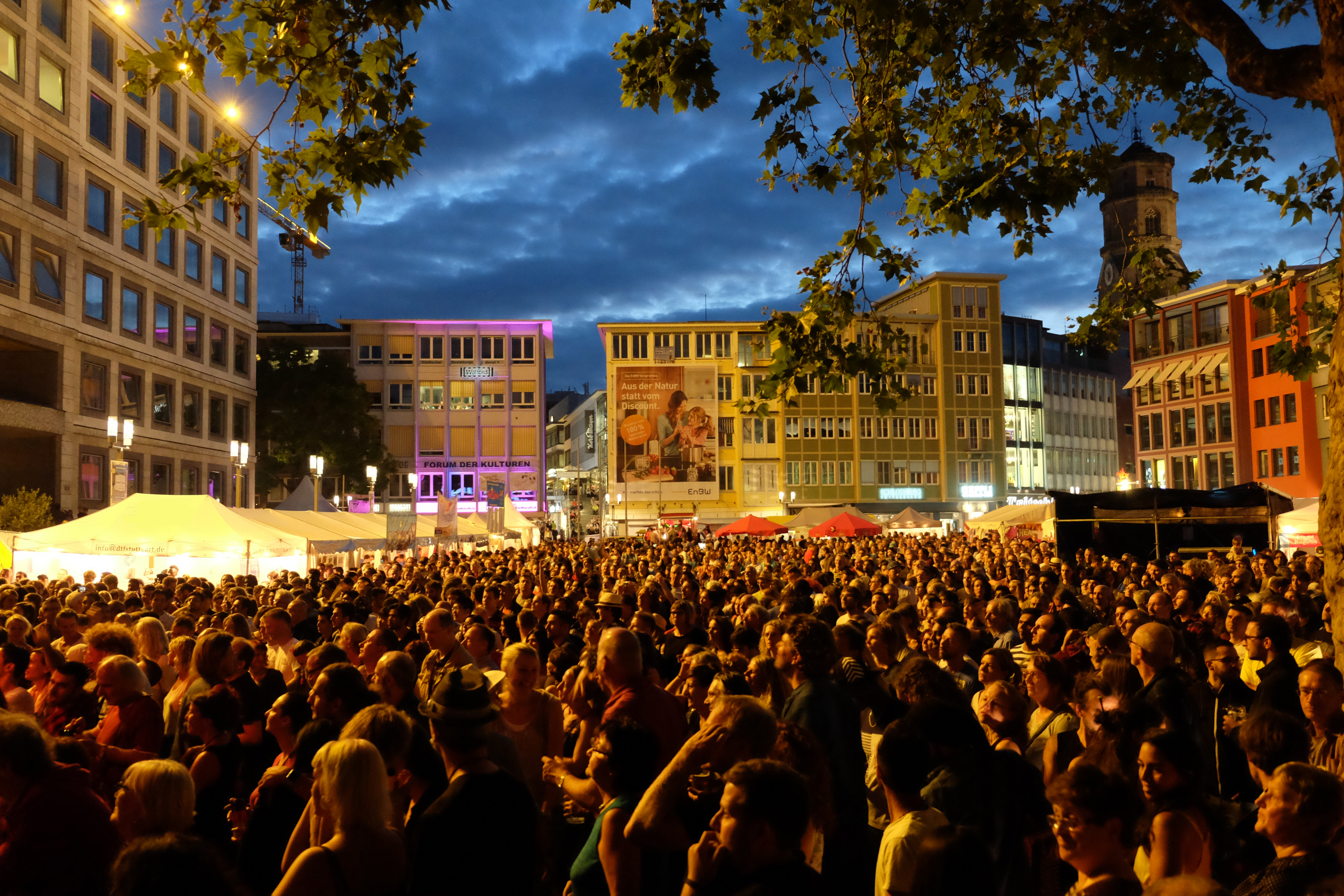
Sommerfestival der Kulturen 2016 auf dem Stuttgarter Marktplatz, im Hintergrund die Geschäftsstelle des Forums der Kulturen Stuttgart e. V.

Seit 2001 veranstaltet das Forum der Kulturen Stuttgart e. V. einmal im Jahr das Sommerfestival der Kulturen. Sechs Tage lang spielen Bands aus aller Welt auf dem Stuttgarter Marktplatz und die (post-)migrantische Organisationen und Initiativen beteiligen sich sowohl mit der Zubereitung von Essen aus aller Welt als auch mit künstlerischen Beiträgen. Auf dem Markt der Kulturen, der in den Seitenstraßen zum Marktplatz stattfindet, gibt es Kunsthandwerk und Schmuck, Kleidung, Taschen, Tee und Gewürze aus verschiedenen Ländern zu kaufen.
Mittlerweile zieht das Festival circa 85.000 Besucher an und wird als eine Bereicherung für die Stadt gesehen. In einem Kommentar der Stuttgarter Zeitung heißt es hierzu: „Rolf Graser vom Forum der Kulturen gebührt die Stuttgarter Ehrenbürgerwürde für das Maß an Qualität, mit dem er alljährlich den Marktplatz beglückt. Sein Festival ist so wichtig für Stuttgart, dass es eigentlich monatlich stattfinden sollte.“
Eine Reihe bekannter Bands spielten bereits auf dem Sommerfestival der Kulturen. Darunter waren unter anderen: Karamelo Santo, Che Sudaka, Äl Jawala, Amsterdam Klezmer Band, Boban Marković, Hugh Masekela, Natacha Atlas, Chupacabras, Babylon Circus, Habib Koité, Pippo Pollina, Locomondo, Bukahara, Ana Tijoux, Fanfare Ciocărlia, Orange Blossom, Baba Zula, Transglobal Underground, Ladysmith Black Mambazo, Amparanoia, Doctor Krápula, Rupa and the April Fishes, Yonii und Roy Paci.
Das Festival musste 2020 und 2021 angesichts der COVID-19-Pandemie abgesagt werden. 2023 fand das Sommerfestival der Kulturen zum 20. Mal statt.

### Weitere Kulturformate
- Made in Germany, das interkulturelle Theaterfestival: Aktuelle interkulturelle Produktionen stehen bei diesem Theaterfestival auf dem Programm. Fünf Tage lang sind Gruppen aus ganz Deutschland in Stuttgart zu Gast – vom Staatstheaterensemble bis zur freien Theatergruppe. An dreizehn Stuttgarter Spielstätten präsentieren sie Collagen, Komödien, Dokumentarstücke und vieles mehr. Eine weitere Besonderheit ist die Programmauswahl. Die Entscheidung fällen nicht die Veranstalter, sondern eine Jury aus theaterinteressierten Zuschauerinnen und Zuschauern, deren Zusammensetzung die kulturelle Vielfalt der Stuttgarter Einwohnerinnen und Einwohner widerspiegelt[6]. Mit dieser Bürgerjury will „Made in Germany“ ein Instrument der Partizipation schaffen und zugleich Veranstaltern und Kultureinrichtungen einen Weg zur interkulturellen Öffnung weisen.
- Made in Stuttgart, das interkulturelle Festival: alle zwei Jahre gestalten Stuttgarter Theater gemeinsam mit dem Publikum und Künstlerinnen und Künstlern ein Festival für in Stuttgart heimische interkulturelle Produktionen und Projekte. Auf dem Programm stehen Theateraufführungen, Lesungen, Filme, Tanz und Konzerte sowohl für Erwachsene als auch für Kinder und Jugendliche.
- Brunch global, der interkulturelle Frühstückstreff: der Brunch global wird vom Forum der Kulturen Stuttgart e. V. drei Mal im Jahr veranstaltet. Das sonntägliche Kulturfrühstück richtet sich an alle interessierten und/oder aktiven Menschen, die neue Impulse für das interkulturelle Leben in der Stadt setzen möchten.
- Theaterworkshops mit Schreibwerkstätten und der Produktion eigener Stücke
- Ziryab-Akademie für Weltmusik: Hier werden musikalische Traditionen aus allen Weltregionen in einen engen Bezug zu Klassik, Jazz, Rock oder Pop gesetzt. Die Akademie bietet eine weltmusikalische Ausbildung für professionelle und semiprofessionelle Musiker unterschiedlichster Herkunft. Initiiert wurde die Ziryab-Akademie für Weltmusik vom Forum der Kulturen Stuttgart e. V. unter der künstlerischen Leitung des georgischen Gitarristen und Komponisten Zaza Miminoshvili (bekannt durch The Shin).

## Netzwerke
Das Forum der Kulturen initiierte zahlreiche Netzwerke in der Kommune, auf Landes- sowie auf Bundesebene beziehungsweise war an deren Entstehung beteiligt:
- der Initiativkreis Interkulturelle Stadt (IKIS), ein Zusammenschluss von Stuttgarter Kultur- und Bildungseinrichtungen, die den interkulturellen Dialog und den internationalen Kulturausschuss fördern wollen. Geleitet wird der Arbeitskreis vom Forum der Kulturen.
- das Stuttgarter Netzwerk gegen Gruppenbezogene Menschenfeindlichkeit, Diskriminierung und Rassismus: zusammen mit der Abteilung Integration der Stadt Stuttgart hat das Forum der Kulturen dieses Netzwerk initiiert. Es versteht sich als offenes Dialog- und Aktionsnetzwerk und steht weiteren Akteuren, Vereinen und Initiativen offen.
- der Bundesweite Ratschlag Kulturelle Vielfalt, ein Kreis von interkulturell aktiven Persönlichkeiten und Institutionen im erweiterten Umfeld der Kulturpolitischen Gesellschaft und der Deutschen UNESCO-Kommission. Das Forum der Kulturen ist an diesem Kreis entscheidend beteiligt und durch seinen Geschäftsführer Rolf Graser auch im Sprecherrat des Ratschlags vertreten.
- das bundesweite Netzwerk von Migrantenorganisationen (NEMO)
- der Creole – Global Music Contest, ein bundesweiter Musikwettbewerb, der von 2006 bis 2019 die besten Weltmusikbands Deutschlands kürte.